# Pépé le Moko
Pépé le Moko és una pel·lícula del 1937 basada en la novel·la de Henri Le Barthe dirigida per Julien Duvivier i protagonitzada per Jean Gabin i Mireille Balin.

## Sinopsi
La policia està buscant el líder de l'entorn parisenc, Pépé le Moko, qui s'ha refugiat amb la seva banda a Casbah d'Alger. Allà ell és intocable, però no pot sortir-ne sense ser detingut. La vida de Moko canvia quan s'enamora de Gaby, una jove demi monde, mantinguda per un home ric, que hi passa com a turista i que representa tot el que la zona de la Casbah no és: parisenca i sofisticada. La relació que s'estableix entre els dos provoca la gelosia d'Inès, amant de Pépé. L'inspector Slimane segueix amb detall aquesta història i s'aprofita del triangle amorós per treure al fugitiu del seu amagatall i detenir-lo.

## Relació amb el context històric i cultural del moment
La pel·lícula *Pepe le Moko* (1937) reflecteix amb profunditat el context històric i cultural de la França dels anys 30 i exemplifica les característiques principals del realisme poètic francès. Aquest moviment, va estar marcat per una estètica que combina la poesia visual amb un retrat crític i realista de la societat, sorgeix en un període de tensions socials, polítiques i econòmiques, que influeixen directament en el cinema de l’època.
El realisme poètic francès tendeix a explorar històries de personatges marginals, sovint condemnats per la societat o per la seva pròpia naturalesa. A *Pepe le Moko*, aquest element és clar en la figura de Pépé, un fugit de la llei atrapat en la seva pròpia presó simbòlica a la Casbah d'Alger. La seva vida es presenta amb una dualitat entre la fascinació pel món exòtic que l’envolta i la profunda nostàlgia per la llibertat perduda, la qual es converteix l’eix central de la pel·lícula. Això reflecteix les característiques principals del realisme poètic. Un moviment que acostuma a explicar històries melancòliques, sovint tenyides d’un fatalisme que es manifesta en el destí tràgic del protagonista.
L’estètica visual també juga un paper fonamental en el lligam entre *Pepe le Moko* i el realisme poètic. Els decorats detallats i la il·luminació, amb ús d’ombres marcades i clarobscurs, són característics del moviment. Aquesta posada en escena no només reforça l’atmosfera de tensió i desesperança, sinó que també dota la narració d’una qualitat gairebé onírica. La pel·lícula utilitza l’espai de la Casbah com a metàfora de l’aïllament i la sol·litud que sent el protagonista. Aquesta capacitat d’utilitzar l’entorn per expressar emocions interiors és un tret distintiu del realisme poètic.
Finalment, la pel·lícula es vincula amb el seu context històric a través de la seva exploració de temes com el colonialisme i les divisions socials. La Casbah, com a espai de contacte i tensió entre els habitants indígenes i els europeus, reflecteix les complexitats de la França colonial. Així mateix, l’enamorament de Pépé per Gaby, una dona que representa la societat parisenca refinada i inabastable, simbolitza el conflicte entre el desig de fugir de la seva situació actual i la impossibilitat de transcendir-la. D’aquesta manera la pel·lícula es converteix en un testimoni complex i ric de les tensions de la França dels anys 30.

## Fitxa tècnica
| - Títol : Pépé Le Moko - Director : Julien Duvivier - Guió : Julien Duvivier i Henri La Barthe, basat en la novel·la d'aquest últim (amb el nom de Detectiu Ashelbé) - Adaptació : Jacques Constant - Diàlegs : Henry Jeanson - Ajudant de direcció: Robert Vernay - Muntatge : Marguerite Beauge - Imatge : Jules Kruger i Marc Fossard - So : Antoine Archimbaud - Música : Vincent Scotto i Mohamed Iguerbouchene - Cançó : On és doncs ?, lletra d'André Decaye/Lucien Carol i música de Vincent Scotto, interpretada per Fréhel | - Decoracions : Jacques Krauss - Producció : Paris Film, Robert i Raymond Hakim - Director de producció : André Gargour - Regidor general : Jean Erard, Lucien Pinoteau - Data de rodatge : 1936 - Llocs de rodatge : Casbah d'Alger, Seta i Marsella, pels exteriors, i als estudis Pathé-Cinéma - País d'origen : França - Format : Blanc i negre — 1,37:1 — Monofònic (Sistema de fotòfons RCA) — 35 mm - Gènere: policíac, romàntic - Durada : 94 minuts - Dates d'estrena : - França: 28 de gener de 1937 - Estats Units: 3 de març de 1941 |

## Repartiment
| - Jean Gabin: Pépé le Moko - Mireille Balin : Gaby Gould, la bella parisina - Line Noro : Inès, l'amant de Pépé - Lucas Gridoux : Slimane, l'inspector algerià - Fernand Charpin : Régis, l'informador de l'inspector - René Bergeron : Inspector Meunier - Marcel Dalio : l'Arbi, un delator - Fréhel : Tanya - Gilbert Gil : Pierrot, el jove amic de Pépé - Gabriel Gabrio : Carlos, un home de la banda - Saturnin Fabre : l'avi - Roger Legris : Max, un home de la banda | - Gaston Modot : Jimmy, un home de la banda - Olga Lord : Aïcha - Renée Carl : la mare Tarte - Charles Granval : Maxime Kleep, protector de Gaby - Philippe Ricard : Inspector Janvier - Jean Temerson : El senyor Gravere, amic de Maxime Kleep - Paul Escoffier : comissari Louvain - Robert Ozanne : Gendron - Georges Peclet : Barsac - Franck Maurice : un inspector - Antoine Mayor : un extra al poblet |

## Etimologia del títol
Moco és un nom propi utilitzat per referir-se a les persones del sud de França en general, però més concretament als tolonesos (habitants de Toló). La paraula va ser inventada pels mariners bretons que, enfrontats als de Provença, retreien sovint a aquests últims que intercalaven les seves frases amb em'aco (traduit "i amb això"), pronunciat aproximadament "m'oco" a Toló. L'obra mestra de Julien Duvivier té una grafia molt parisenca.

## Producció
La major de la pel·lícula va ser rodada en una reconstrucció de la Casbah duta a terme per Jacques Frauss als estudis de Joinville-le-Pont. El motiu del rodatge en aquesta reconstrucció va ser la dificultat d'utilitzar tot el material pesant necessari pels carrers estrets de la Casbah, on només alguns plans exteriors van ser filmats. Així doncs, Mireille Balin no va tenir la oportunitat de posar els peus a Alger en aquesta ocasió, ja que a més se la va doblar en els plans de l'escena final del vaixell.

## Curiositats de la pel·lícula
- La cantant Fréhel interpreta el paper d'una cantant oblidada pel públic i interpreta Où est-il donc? ("On és ell doncs?"), una cançó nostàlgica que evoca París. El mateix Jean Gabin interpreta a la pel·lícula una cançó d'amor dels seus inicis al music-hall a l'estil de Maurice Chevalier.
- Error de continuïtat detectat: cap a la meitat de la història, quan Pépé le Moko porta una camisa fosca i es treu la jaqueta, s'observen les inicials "J. G." (Jean Gabin).
- Va ser per preparar el rodatge de Pépé le Moko que Jean Gabin i Mireille Balin es van conèixer i es van enamorar. La seva relació sentimental, força discreta, i la seva relació professional van durar el mateix: fins al final de Gueule d'amour, el mateix any.[4]
- Pépé le Moko va tenir una influència important a la pel·lícula Casablanca.
- Remakes: posteriorment a la seva estrena, Pépé le Moko va ser adaptada dues vegades als Estats Units: l'any 1938, amb el títol Algiers (en francès Casbah) per John Cromwell, i més tard l'any 1948, amb el títol Casbah per John Berry.
- L'any 1949, Totò, un famós actor còmic italià, va substituir Jean Gabin en una pel·lícula de paròdia: Totò le moko, de Carlo Ludovico Bragaglia.
- La pel·lícula va gaudir de diverses estrenes en cinemes a França l'agost del 1940, al gener 1953 i al maig de 1958.[5]

## Algiers, el remake americà dePépé le Moko
John Cromwell amb Algiers (1938) va intentar assolir la versió més fidel a Pépé le Moko possible, amb una trama, personatges i escenes gairebé idèntiques, tot i això, el fet que la versió d'Algiers estigués feta als Estats Units i influïda pel cinema clàssic de Hollywood fa que existeixin diferències que difereixen de l'obra original.
Cromwell a Argel s’adaptarà a les preferències comercials del públic nord-americà i seguirà els arquetips del cinema clàssic de Hollywood apostant per una mirada menys opressiva i fatalista i més optimista que a través d’una il·luminació sovint brillant i romàntica ressaltarà les escenes amoroses i la bellesa i glamur de les grans estrelles que apareixen en pantalla. En la posada en escena de Pépé le Moko en canvi trobem la petjada inconfusible del realisme poètic francès sobretot en termes d’il·luminació i escenografia. Amb una fotografia molt expressiva, inspirada amb l'expressionisme alemany que ressaltarà l'entorn dur i realista i l'atmosfera nostàlgica, enigmàtica i fatalista del film
Els decorats d’Argel són més polits i controlats que els de Pépe le Moko i perden la sensació de claustrofòbia i el fort impacte de l’escenografia dins la trama. Els decorats responen i s’ajusten a les expectatives del Hollywood de l’època sobre com havia de ser un ambient exòtic i misteriós i no a com aquest era en realitat. L'objectiu no és un resulat autèntic de caràcter documintalista sinó un d'atractiu.
Finalment, és important destacar que tot i que les dues pel·lícules finalitzen de manera tràgica, ho fan des de perspectives diferents que reflecteixen els canons narratius de cada context. Argel ofereix un final més proper al Hollywood clàssic, que busca entretenir i evitar ambigüitats. Pépé deixa enrere els barrots i corre cap al mar darrere la seva estimada, però és abatut per un tret i mor als braços de l’inspector Slimane. Aquest final suggereix reconciliació i mostra Pépé amb un rostre plàcid. La seva mort li permet assolir llibertat i pau, evitant el suïcidi explícit, censurat pel Codi Hays, que regulava les produccions estatunidenques de l’època. En canvi a Pépé le Moko, el protagonista es lleva la vida amb una navalla en veure marxar la seva estimada i els seus somnis de llibertat. Així, Pépé no aconsegueix pau, amor ni alliberament, confirmant un fatalisme inevitable.

## Recepció crítica
L'acollida de Pépé le Moko va ser triomfant a França, i també va ser ben acollida a l'estranger, inclús als Estats Units, malgrat el moralisme del Codi Hays i la censura, que van fer retrassar fins a l'any 1941 l'estrena de la pel·lícula a algunes ciutats com Nova York.
La pel·lícula va obtenir almenys dos premis internacionals:
- Premi japonès Kinema Junpo: millor pel·lícula en una llengua estrangera el 1940.
- Premi americà National Board of Review: millor pel·lícula estrangera el 1941.

" Pépé le Moko és l'instal·lació oficial, en el cinema francès de la preguerra, del romanticisme dels éssers al marge, de la mitologia del fracàs. És poesia populista a flor de pell: nois dolents, prostitutes, alcohol, paneroles i sentiments", segons Jacques Siclier.
En una entrevista del 1999 a la cinemateca imaginària, el cineasta Jean-Pierre Mocky va citar Pépé le Moko: "En les pel·lícules franceses, per mi Pépé le Moko és una pel·lícula emblemàtica. Forma part dels films interpretats per actors que avui en dia ja no existeixen, és a dir, papers secundaris que podrien ser protagonistes[5]."